# Бенні Лабушаньє
Баренд Петрус «Бенні» Лабушаньє (англ. Barend Petrus «Bennie» Labuschagne; нар. 13 грудня 1968) — південноафриканський борець вільного стилю, дворазовий чемпіон, дворазовий срібний та бронзовий призер чемпіонатів Африки, срібний призер Всеафриканських ігор, учасник Олімпійських ігор.

## Життєпис
Боротьбою почав займатися з 1973 року.
Виступав за борцівську академію «Мерілін» Преторія. Тренер — Кобус Мінаар.

## Спортивні результати на міжнародних змаганнях

### Виступи на Олімпіадах
| Змагання                    | Збірна                          | Вагова категорія          | Місце |
| --------------------------- | ------------------------------- | ------------------------- | ----- |
| Літні Олімпійські ігри 1992 | Південно-Африканська Республіка | вільна боротьба, до 74 кг | 11    |

### Виступи на Чемпіонатах світу
| Змагання                        | Збірна | Вагова категорія          | Місце |
| ------------------------------- | ------ | ------------------------- | ----- |
| Чемпіонат світу з боротьби 1999 | ПАР    | вільна боротьба, до 69 кг | 32    |

### Виступи на Чемпіонатах Африки
| Змагання                         | Збірна | Вагова категорія                 | Місце  |
| -------------------------------- | ------ | -------------------------------- | ------ |
| Чемпіонат Африки з боротьби 1992 | ПАР    | вільна боротьба, до 74 кг        | Золото |
| Чемпіонат Африки з боротьби 1994 | ПАР    | греко-римська боротьба, до 68 кг | Срібло |
| Чемпіонат Африки з боротьби 1996 | ПАР    | вільна боротьба, до 68 кг        | Бронза |
| Чемпіонат Африки з боротьби 1998 | ПАР    | вільна боротьба, до 69 кг        | Золото |
| Чемпіонат Африки з боротьби 2000 | ПАР    | вільна боротьба, до 69 кг        | 5      |
| Чемпіонат Африки з боротьби 2002 | ПАР    | вільна боротьба, до 74 кг        | Срібло |

### Виступи на Всеафриканських іграх
| Змагання                 | Збірна | Вагова категорія          | Місце  |
| ------------------------ | ------ | ------------------------- | ------ |
| Всеафриканські ігри 1999 | ПАР    | вільна боротьба, до 69 кг | Срібло |

### Виступи на Кубках світу
| Змагання                    | Збірна | Вагова категорія          | Місце |
| --------------------------- | ------ | ------------------------- | ----- |
| Кубок світу з боротьби 2004 | ПАР    | вільна боротьба, до 74 кг |       |

### Виступи на Іграх Співдружності
| Змагання                | Збірна | Вагова категорія          | Місце |
| ----------------------- | ------ | ------------------------- | ----- |
| Ігри Співдружності 1994 | ПАР    | вільна боротьба, до 74 кг | 4     |
| Ігри Співдружності 2002 | ПАР    | вільна боротьба, до 74 кг | 5     |

### Виступи на інших змаганнях
| Змагання                                                      | Збірна | Вагова категорія          | Місце |
| ------------------------------------------------------------- | ------ | ------------------------- | ----- |
| Олімпійський кваліфікаційний турнір з боротьби 2000 (Лейпциг) | ПАР    | вільна боротьба, до 69 кг | 27    |
| Олімпійський кваліфікаційний турнір з боротьби 2000 (Токіо)   | ПАР    | вільна боротьба, до 69 кг | 19    |